# Sinoxylon
Sinoxylon là một chi bọ cánh cứng bản địa của châu Âu, nhiệt đới châu Phi, Úc, Cận Đông, miền Tân bắc, miền Tân nhiệt đới, Bắc Phi và miền Ấn Độ - Mã Lai.